# José Calvo Sotelo

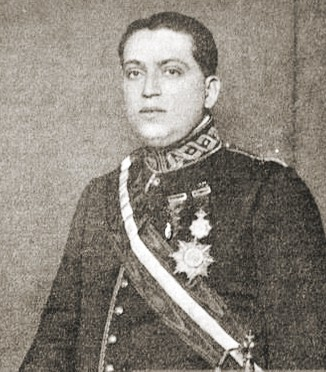
José Calvo Sotelo

José Calvo Sotelo (Tui, 6 mei 1893 – Madrid, 13 juli 1936) was een Spaans politicus en minister. Calvo Sotelo studeerde rechten in Madrid en Zaragoza en promoveerde cum laude aan de Universiteit van Madrid in 1916. Hij was getrouwd met Enriqueta Grondona. Hij was de oom van de latere premier van Spanje Leopoldo Calvo-Sotelo.

## Carrière
Als econoom en jurist fungeerde hij als secretaris van de Academie voor Morele en Politieke Wetenschappen aan de Ateneo Mercantil de Madrid. Hij was tevens universiteitsprofessor. Hij was lid van de Conservatieve Partij van Antonio Maura Montaner.
Hij startte als een administratieve ambtenaar bij het Ministerie van Genade en Justitie, in 1922 werd hij gouverneur van Valencia.
Toen Miguel Primo de Rivera dictator van Spanje werd in 1924, duidde hij José Calvo Sotelo aan als Minister van Financiën. Hij oefende deze functie uit van december 1925 tot januari 1930. Hij slaagde erin om in deze tijd de overheidsinkomsten gevoelig te doen toenemen. Zo voerde hij het monopolie voor aardolie in, kondigde de wet op smokkel en fraude af en ondernam pogingen om de fiscale controle te versterken. Ten gevolge van de hoge inflatie mislukten zijn plannen en trok hij zich in 1930 terug.
Toen in 1931 de Tweede Spaanse Republiek werd uitgeroepen, werd José Calvo Sotelo in ballingschap gedwongen. In eerste instantie naar Lissabon, later naar Parijs. Op die manier kon hij zijn parlementsmandaat niet opnemen.
In mei 1934 kreeg hij amnestie en keerde terug als politicus voor de Renovación Española. Hij werd hierop een van de belangrijkste rechtse politici in het land. In 1934 richtte hij ook het Bloque Nacional op, een samensmelting van twee monarchistische stromingen.

## Publicaties

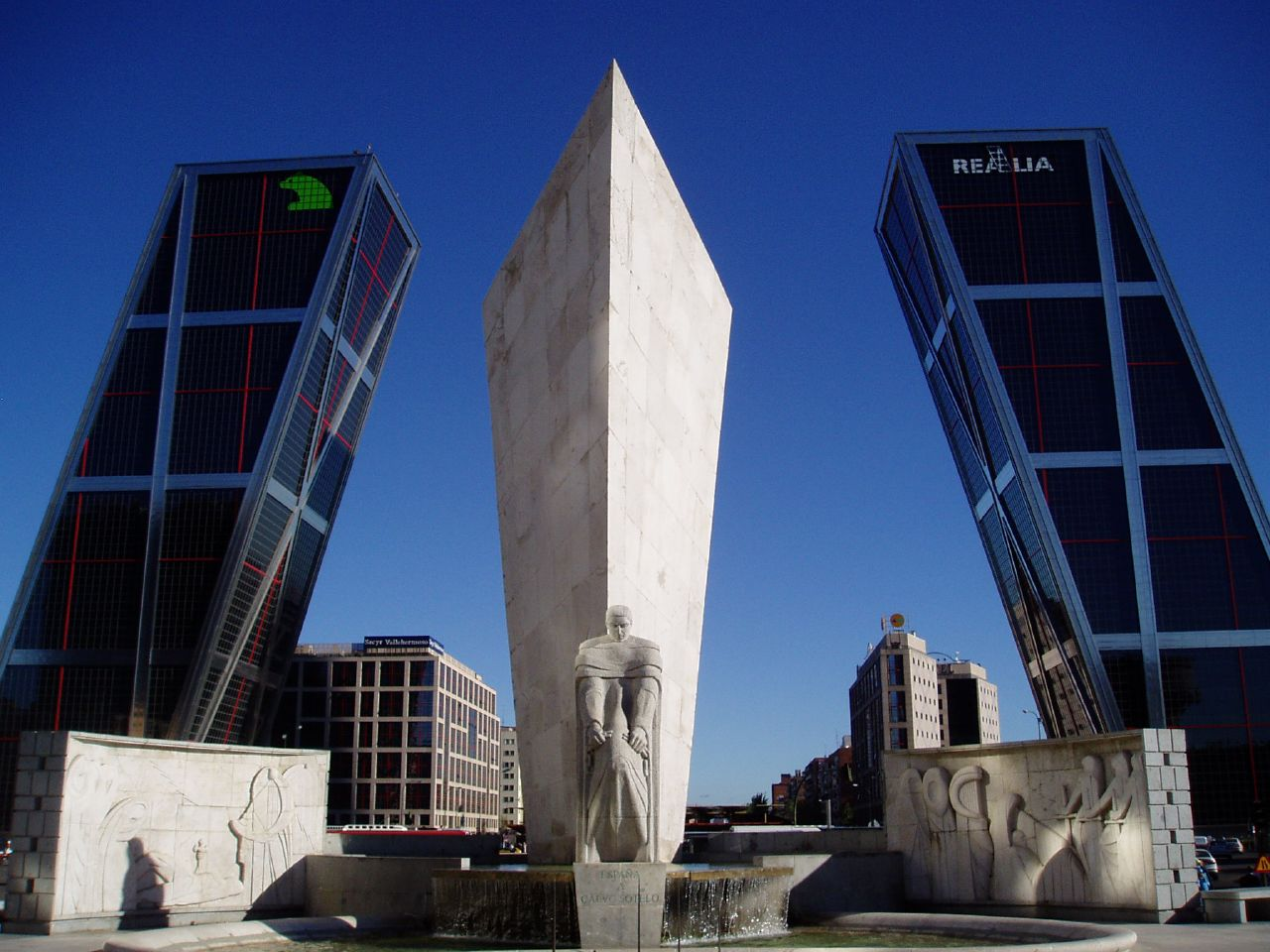
Monument ter ere van José Calvo Sotelo

Calvo Sotelo schreef meerdere essays. 
In 1917 schreef hij zijn eerste werk El proletariado ante el socialismo y el maurismo, gevolgd door La doctrina del abuso del derecho subjetivo. 
Latere essays:
- Estudio económico de la Hacienda Española (1929)
- En defensa propia (1932)
- Mis servicios al Estado. Seis años de gestión (1931)
- La voz de un perseguido (1933)
- El capitalismo contemporáneo y su evolución (1935)

## Moord

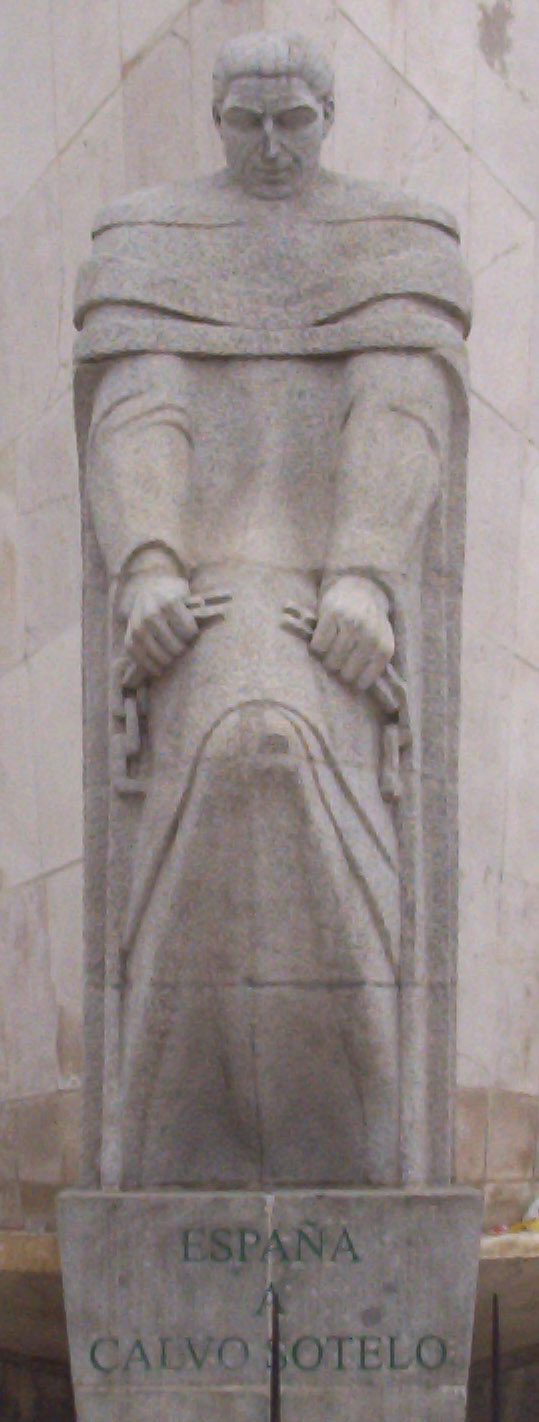
Monument ter ere van José Calvo Sotelo

Op 13 juli 1936 werd Calvo Sotelo thuis opgepakt door leden van de Guardia de Asalto, Juventudes Socialistas Unificades, PSOE, Unión General de Trabajadores (UGT) en de kapitein van de Guardia Civil. Ze gebruikten hiervoor een nep arrestatiebevel en vermoordden hem even later in een politievrachtwagen. Calvo Sotelo stierf ten gevolge van de schotwonden, zijn lichaam werd aan de ingang van een begraafplaats gedropt. Later onderzoek wees uit dat de schutter de lijfwacht was van de socialistische PSOE-leider Indalecio Prieto. De moord op Calvo Sotelo was een wraakactie, namelijk voor de moord op een linkse politieagent van de Guardia de Asalto een dag eerder.
Calvo Sotelo werd begraven op de Almudena-begraafplaats.

## Na zijn dood
Het onderzoek dat volgde, leverde geen conclusies op. Dit zorgde voor een versnelling van de voorbereidingen voor een militaire staatsgreep, die gaande waren sinds de overwinning van het Volksfront in februari. Calvo Sotelo had eerder tegen coupleider Emilo Mola aangegeven dat hij de staatsgreep zou ondersteunen. De plannen leidde uiteindelijk tot de opstand van het Afrikaanse leger in Melilla op 17 juli 1936, wat het begin van de Spaanse Burgeroorlog inluidde.
In 1960 werd te zijner ere een monument gebouwd op de Plaza de Castilla in Madrid. Op verschillende plaatsen in Spanje zijn straten naar hem vernoemd.
- Biblioteca Nacional de España: XX1022560
- Bibliothèque nationale de France: cb139452419 (data)
- Catàleg d'autoritats de noms i títols de Catalunya: 981058509824806706
- CiNii: DA07356517
- Gemeinsame Normdatei: 118638173
- International Standard Name Identifier: 0000 0000 8383 5994
- Library of Congress Control Number: n82094435
- Nationale bibliotheek van Australië: 35024999
- Nationale Bibliotheek van Israël: 987007426291105171
- Nederlandse Thesaurus van Auteursnamen: 070757941
- Istituto Centrale per il Catalogo Unico: MILV257684
- SNAC: w6hn35xb
- Système universitaire de documentation: 06028806X
- Trove: 798774
- Virtual International Authority File: 54337714
- WorldCat: E39PBJrgHDtwKdmpx7BgBTgh73